# Wilhelm Christian Benecke von Gröditzberg

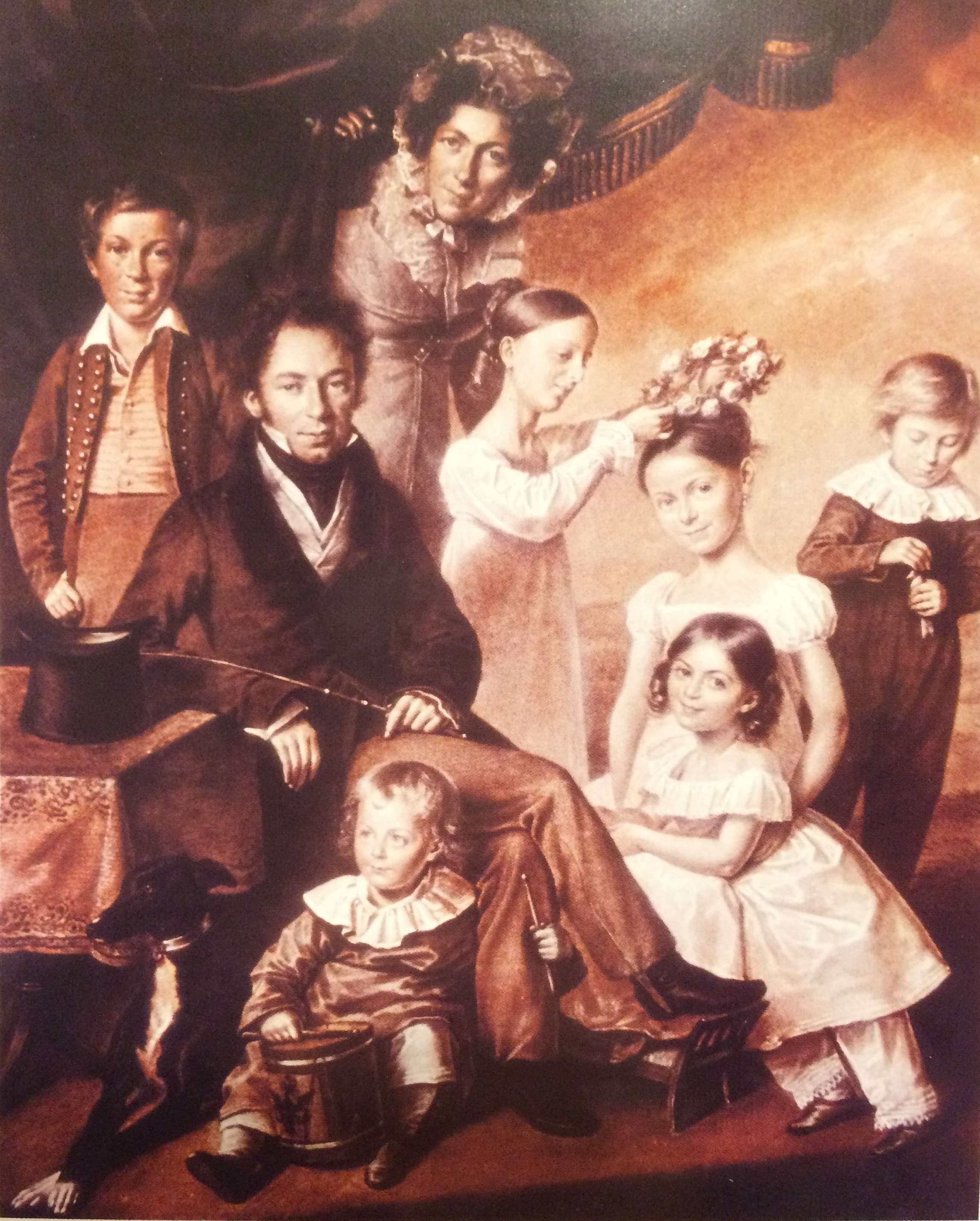
Benecke e la sua famiglia dipinto Franz Krüger

Wilhelm ChristianBenecke von Gröditzberg, nato Wilhelm Christian Benecke (Francoforte sull'Oder, 12 dicembre 1779 – 4 giugno 1860), è stato un banchiere e collezionista d'arte tedesco.

## Biografia
Fu nobilitato nel 1829 come Benecke von Gröditzberg, dopo aver acquistato il feudo di un palazzo barocco e medievale, Castello Gröditzberg (ora: Grodziec), in Slesia.
Wilhelm Christian Benecke nacque a Francoforte sull'Oder, Germania. In collaborazione con l'industriale norvegese, Benjamin Wegner, comprò Blaafarveværket a Åmot, Modum, Buskerud, Norvegia, durante il 1822. La società mineraria e industriale Blaafarveværket fu fondata nel 1773 per estrarre cobalto dalle miniere di Modum, Norvegia.